# Ghiacciaio Sikorsky
Il ghiacciaio Sikorsky (in inglese Sikorsky Glacier) (64°12′S 60°53′W) è un ghiacciaio situato sulla costa di Danco, nella parte occidentale della Terra di Graham, in Antartide. Il ghiacciaio, il cui punto più alto si trova 678 m s.l.m., fluisce fino alla baia di Hughes, sia a nord che a sud della penisola di Sladun, esso infatti si divide in due e monte della baia prima di entrare nella cala di Cierva, a nord, e nella cala di Duarte, a sud.

## Storia
Il ghiacciaio Sikorsky è stato mappato dal British Antarctic Survey, che all'epoca si chiamava ancora Falkland Islands and Dependencies Survey, nel 1956-57, grazie a fotografie aeree scattate durante una spedizione antartica della stessa organizzazione. Il ghiacciaio è stato poi così battezzato nel 1960 dal Comitato britannico per i toponimi antartici in onore di Igor' Ivanovič Sikorskij (anglicizzato in Sikorsky), ingegnere ucraino naturalizzato statunitense, progettista, tra le altre cose, del primo elicottero di successo e prodotto in serie.